# Binabinaaine
Binabinaaine, o pinapinaaine, (con el significado de "convertirse en mujer" en gilbertés) son personas que se identifican con un rol de tercer género en Kiribati y Tuvalu, y anteriormente en las islas Gilbert y Ellice que reunían a los dos archipiélagos. Se trata de personas cuyo sexo se asigna como masculino al nacer, pero que encarnan comportamientos de género femenino.
El término proviene del gilbertés y se ha prestado al tuvaluano; se puede usar como sustantivo, verbo o adverbio. El término menos utilizado en tuvaluano es fakafafine. Existen similitudes entre los roles sociales que comparten los pinapinaaine con otras comunidades liminales de género del Pacífico, incluidos los fa'afafine de Samoa y los fakaleiti de Tonga.
Según el antropólogo Gilbert Herdt, los binabinaaine son conocidos por sus actuaciones (baile y canto principalmente) y su capacidad para comentar sobre la apariencia y el comportamiento de los hombres gilberteses y tuvaluanos. Herdt también escribió que algunos tuvaluanos ven a los pinapinaaine como un "préstamo" de Kiribati, de donde se cree que se originaron otros "rasgos 'indeseables' de la cultura tuvaluana, como la brujería", pero esas ideas son difundidas principalmente por iglesias protestantes como la Iglesia de Tuvalu originaria de Samoa, donde también existe el equivalente de binabinaaine. También describió cómo, en Funafuti, las mujeres jóvenes a menudo son amigas de las pinapinaaine mayores.